# Pattinaggio di figura ai XX Giochi olimpici invernali - Pattinaggio di figura a coppie
Le gare di Pattinaggio di figura a coppie ai XX Giochi olimpici invernali si sono svolte il 11 (short program) e il 13 febbraio 2006 (free skating) al Palazzo a Vela di Torino.

## Risultati

### Short program
| Pl. | Pattinatrice         | Pattinatore       | Nazione        | TSS   | TES   | PCS   | SS   | TR   | PE   | CH   | IN   | Ded | StN |
| --- | -------------------- | ----------------- | -------------- | ----- | ----- | ----- | ---- | ---- | ---- | ---- | ---- | --- | --- |
| 1   | Tat'jana Tot'mjanina | Maksim Marinin    | Russia         | 68.64 | 35.93 | 32.71 | 8.21 | 8.00 | 8.29 | 8.14 | 8.25 | 0   | #19 |
| 2   | Dan Zhang            | Hao Zhang         | Cina           | 64.72 | 35.21 | 29.51 | 7.57 | 7.25 | 7.43 | 7.39 | 7.25 | 0   | #11 |
| 3   | Marja Petrova        | Aleksej Tichonov  | Russia         | 64.27 | 33.71 | 30.56 | 7.75 | 7.39 | 7.75 | 7.64 | 7.68 | 0   | #14 |
| 4   | Quing Pang           | Jian Tong         | Cina           | 63.19 | 34.09 | 29.10 | 7.32 | 7.11 | 7.32 | 7.32 | 7.29 | 0   | #5  |
| 5   | Xue Shen             | Hongbo Zhao       | Cina           | 62.32 | 30.86 | 31.46 | 7.93 | 7.75 | 7.86 | 7.86 | 7.93 | 0   | #6  |
| 6   | Rena Inoue           | John Baldwin      | Stati Uniti    | 61.27 | 35.53 | 25.74 | 6.54 | 6.25 | 6.46 | 6.46 | 6.46 | 0   | #4  |
| 7   | Aliona Savchenko     | Robin Szolkowy    | Germania       | 60.96 | 31.78 | 29.18 | 7.29 | 7.18 | 7.36 | 7.32 | 7.32 | 0   | #20 |
| 8   | Julia Obertas        | Sergei Slavnov    | Russia         | 60.25 | 32.78 | 27.47 | 6.96 | 6.71 | 6.89 | 6.89 | 6.89 | 0   | #18 |
| 9   | Dorota Zagórska      | Mariusz Siudek    | Polonia        | 56.10 | 29.79 | 26.31 | 6.71 | 6.43 | 6.54 | 6.57 | 6.64 | 0   | #15 |
| 10  | Valerie Marcoux      | Craig Buntin      | Canada         | 55.62 | 29.88 | 25.74 | 6.50 | 6.32 | 6.46 | 6.39 | 6.50 | 0   | #17 |
| 11  | Jessica Dube         | Bryce Davison     | Canada         | 55.48 | 31.06 | 24.42 | 6.07 | 5.89 | 6.29 | 6.14 | 6.14 | 0   | #16 |
| 12  | Tat'jana Volosožar   | Stanislav Morozov | Ucraina        | 50.14 | 28.05 | 23.09 | 5.93 | 5.61 | 5.75 | 5.86 | 5.71 | 1   | #2  |
| 13  | Marcy Hinzmann       | Aaron Parchem     | Stati Uniti    | 49.58 | 26.75 | 23.83 | 6.04 | 5.82 | 5.96 | 5.96 | 6.00 | 1   | #10 |
| 14  | Marylin Pla          | Yannick Bonheur   | Francia        | 44.24 | 24.35 | 20.89 | 5.36 | 5.07 | 5.21 | 5.32 | 5.14 | 1   | #8  |
| 15  | Marina Aganina       | Artem Knyazev     | Uzbekistan     | 44.02 | 26.92 | 17.10 | 4.36 | 4.11 | 4.29 | 4.36 | 4.25 | 0   | #1  |
| 16  | Eva-Maria Fitze      | Rico Rex          | Germania       | 43.86 | 23.74 | 20.12 | 5.07 | 4.89 | 5.07 | 5.04 | 5.07 | 0   | #13 |
| 17  | Julia Beloglazova    | Andrei Bekh       | Ucraina        | 43.85 | 25.62 | 18.23 | 4.79 | 4.46 | 4.50 | 4.61 | 4.43 | 0   | #9  |
| 18  | Diana Rennik         | Aleksei Saks      | Estonia        | 39.72 | 22.57 | 17.15 | 4.43 | 4.11 | 4.32 | 4.32 | 4.25 | 0   | #12 |
| 19  | Rumiana Spassova     | Stanimir Todorov  | Bulgaria       | 37.27 | 20.65 | 17.62 | 4.43 | 4.14 | 4.43 | 4.54 | 4.50 | 1   | #3  |
| 20  | Yong Myong Phyo      | Yong Hyok Jong    | Corea del Nord | 33.63 | 18.60 | 15.03 | 3.82 | 3.64 | 3.82 | 3.75 | 3.75 | 0   | #7  |

### Free skating
| Pl. | Pattinatrice         | Pattinatore       | Nazione     | TSS    | TES   | PCS   | SS   | TR   | PE   | CH   | IN   | Ded | StN |
| --- | -------------------- | ----------------- | ----------- | ------ | ----- | ----- | ---- | ---- | ---- | ---- | ---- | --- | --- |
| 1   | Tat'jana Tot'mjanina | Maksim Marinin    | Russia      | 135.84 | 69.51 | 66.33 | 8.32 | 8.14 | 8.39 | 8.25 | 8.36 | 0   | #19 |
| 2   | Dan Zhang            | Hao Zhang         | Cina        | 125.01 | 66.19 | 59.82 | 7.64 | 7.36 | 7.46 | 7.54 | 7.39 | 1   | #20 |
| 3   | Xue Shen             | Hongbo Zhao       | Cina        | 124.59 | 62.24 | 62.35 | 7.71 | 7.71 | 7.82 | 7.86 | 7.86 | 0   | #14 |
| 4   | Quing Pang           | Jian Tong         | Cina        | 123.48 | 62.78 | 60.70 | 7.61 | 7.43 | 7.71 | 7.57 | 7.61 | 0   | #18 |
| 5   | Aliona Savchenko     | Robin Szolkowy    | Germania    | 119.19 | 60.21 | 58.98 | 7.36 | 7.32 | 7.39 | 7.43 | 7.36 | 0   | #15 |
| 6   | Marja Petrova        | Aleksej Tichonov  | Russia      | 117.42 | 57.00 | 60.42 | 7.57 | 7.43 | 7.61 | 7.61 | 7.54 | 0   | #17 |
| 7   | Rena Inoue           | John Baldwin      | Stati Uniti | 113.74 | 60.27 | 54.47 | 6.96 | 6.61 | 6.86 | 6.79 | 6.82 | 1   | #16 |
| 8   | Dorota Zagórska      | Mariusz Siudek    | Polonia     | 109.85 | 58.14 | 51.71 | 6.64 | 6.36 | 6.50 | 6.43 | 6.39 | 0   | #11 |
| 9   | Julia Obertas        | Sergei Slavnov    | Russia      | 106.29 | 54.37 | 52.92 | 6.71 | 6.57 | 6.61 | 6.68 | 6.50 | 1   | #13 |
| 10  | Jessica Dube         | Bryce Davison     | Canada      | 104.23 | 54.99 | 49.24 | 6.21 | 6.04 | 6.14 | 6.25 | 6.14 | 0   | #12 |
| 11  | Valerie Marcoux      | Craig Buntin      | Canada      | 102.59 | 52.82 | 50.77 | 6.36 | 6.18 | 6.46 | 6.36 | 6.36 | 1   | #10 |
| 12  | Tat'jana Volosožar   | Stanislav Morozov | Ucraina     | 98.24  | 52.55 | 46.69 | 5.93 | 5.68 | 5.89 | 5.93 | 5.75 | 1   | #9  |
| 13  | Marcy Hinzmann       | Aaron Parchem     | Stati Uniti | 97.47  | 52.28 | 45.19 | 5.79 | 5.50 | 5.68 | 5.64 | 5.64 | 0   | #7  |
| 14  | Marylin Pla          | Yannick Bonheur   | Francia     | 88.60  | 48.14 | 40.46 | 5.21 | 4.86 | 5.14 | 5.11 | 4.96 | 0   | #5  |
| 15  | Diana Rennik         | Aleksei Saks      | Estonia     | 78.41  | 45.44 | 32.97 | 4.29 | 3.89 | 4.18 | 4.21 | 4.04 | 0   | #3  |
| 16  | Eva-Maria Fitze      | Rico Rex          | Germania    | 76.37  | 38.88 | 39.49 | 5.04 | 4.82 | 4.93 | 4.96 | 4.93 | 2   | #8  |
| 17  | Marina Aganina       | Artem Knyazev     | Uzbekistan  | 75.53  | 42.07 | 34.46 | 4.50 | 4.18 | 4.29 | 4.39 | 4.18 | 1   | #6  |
| 18  | Rumiana Spassova     | Stanimir Todorov  | Bulgaria    | 73.98  | 40.16 | 33.82 | 4.32 | 4.07 | 4.25 | 4.29 | 4.21 | 0   | #1  |
| 19  | Julia Beloglazova    | Andrei Bekh       | Ucraina     | 71.77  | 37.80 | 34.97 | 4.54 | 4.25 | 4.36 | 4.39 | 4.32 | 1   | #4  |

### Risultati finali
| Class | Pattinatrice         | Pattinatore       | Nazione        | Punti Totali | Short program | Free skating |
| ----- | -------------------- | ----------------- | -------------- | ------------ | ------------- | ------------ |
|       | Tat'jana Tot'mjanina | Maksim Marinin    | Russia         | 204.48       | 1             | 1            |
|       | Dan Zhang            | Hao Zhang         | Cina           | 189.73       | 2             | 2            |
|       | Xue Shen             | Hongbo Zhao       | Cina           | 186.91       | 5             | 3            |
| 4     | Quing Pang           | Jian Tong         | Cina           | 186.67       | 4             | 4            |
| 5     | Marja Petrova        | Aleksej Tichonov  | Russia         | 181.69       | 3             | 6            |
| 6     | Aliona Savchenko     | Robin Szolkowy    | Germania       | 180.15       | 7             | 5            |
| 7     | Rena Inoue           | John Baldwin      | Stati Uniti    | 175.01       | 6             | 7            |
| 8     | Julia Obertas        | Sergei Slavnov    | Russia         | 166.54       | 8             | 9            |
| 9     | Dorota Zagórska      | Mariusz Siudek    | Polonia        | 165.95       | 9             | 8            |
| 10    | Jessica Dube         | Bryce Davison     | Canada         | 159.71       | 11            | 10           |
| 11    | Valerie Marcoux      | Craig Buntin      | Canada         | 158.21       | 10            | 11           |
| 12    | Tat'jana Volosožar   | Stanislav Morozov | Ucraina        | 148.38       | 12            | 12           |
| 13    | Marcy Hinzmann       | Aaron Parchem     | Stati Uniti    | 147.05       | 13            | 13           |
| 14    | Marylin Pla          | Yannick Bonheur   | Francia        | 132.84       | 14            | 14           |
| 15    | Eva-Maria Fitze      | Rico Rex          | Germania       | 120.23       | 16            | 16           |
| 16    | Marina Aganina       | Artem Knyazev     | Uzbekistan     | 119.55       | 15            | 17           |
| 17    | Diana Rennik         | Aleksei Saks      | Estonia        | 118.13       | 18            | 15           |
| 18    | Julia Beloglazova    | Andrei Bekh       | Ucraina        | 115.62       | 17            | 19           |
| 19    | Rumiana Spassova     | Stanimir Todorov  | Bulgaria       | 111.25       | 19            | 18           |
| R     | Yong Myong Phyo      | Yong Hyok Jong    | Corea del Nord |              | 20            | Ritirati     |